# استان باتیستا ساودرا
استان باتیستا ساودرا (به اسپانیایی: Provincia de Bautista Saavedra) یکی از استان‌های بولیوی در بولیوی است که در شهرستان لاپاز (بولیوی) واقع شده‌است. استان باتیستا ساودرا ۲٬۵۲۵ کیلومتر مربع مساحت و ۱۶٬۳۰۸ نفر جمعیت دارد.